# スピード (BUCK-TICKの曲)
「スピード」は、日本のロックバンドであるBUCK-TICKの楽曲。
1991年1月21日にビクター音楽産業のInvitationレーベルから3枚目のシングルとしてリリースされた。作詞は櫻井敦司、作曲は今井寿が担当し、BUCK-TICKによるセルフ・プロデュースとなっている。
前作「悪の華」（1990年）よりおよそ1年振りにリリースされたシングルであり、6枚目のオリジナル・アルバム『狂った太陽』（1991年）からの先行シングルとなった。同アルバムレコーディングの終盤に今井が急遽制作して持ち込んだ楽曲であり、櫻井は日本語での表現にこだわって作詞を行っている。
本作はオリコンチャートにて最高位3位となった。

## 録音、音楽性と歌詞
アルバム『狂った太陽』（1991年）は、1990年9月20日から11月13日に掛けてビクター青山スタジオにてレコーディングが行われていた。しかし当初10日間の予定であった今井寿のギター・ダビングに25日間を要する結果となり、さらに同年10月6日に開催予定のイベントライブ「Great Double Booking」のリハーサルも同時進行で行われたため時間が不足している状態であった。さらに10曲分レコーディングが終了した後に今井が本作と「M・A・D」を含む新曲4曲を持ち込んだために、レコーディングと同時進行で4曲分のリハーサルも必要となったために2個から3個のスタジオを占拠した状態で、時間に追われながらの作業であったと樋口豊は述べている。ヤガミトールは4曲は無理だと訴えて、2曲はボツにしたと述べている。
櫻井は同アルバム制作時になるべく英語を使用せず日本語による歌詞にこだわったとも述べており、本作の歌詞が「BOYS&GIRLS」ではなく「女の子 男の子」であることから郷ひろみの楽曲を彷彿させるとインタビュアーから問われた櫻井は、「蝶になれ 花になれ」という部分を引用し山本リンダであると自ら述べている。また「スピード」とはメタンフェタミンの俗語とも使用されており、歌詞中の「××××」の部分は「錠剤」を逆再生させたもので、ライブではそのまま「錠剤」と歌唱されている。

## リリース
1991年1月21日にビクター音楽産業のInvitationレーベルから8センチCDおよびカセットテープの2形態でリリースされた。初回生産分にはプリントフィルムが同封されていた。カップリング曲「ナルシス」は星野英彦の制作曲としては初めてシングルに収録された曲であるが、オリジナル・アルバムには未収録となった。カセットテープ版はA、B両面に「スピード」「ナルシス」が2曲続けて収録されている。

## チャート成績
本作はオリコンチャートにおいて最高位3位となり売り上げ枚数は18.0万枚となった。
本作の売り上げ枚数はBUCK-TICKのシングル売上ランキングにおいて3位となっている。また、2022年に実施されたねとらぼ調査隊によるBUCK-TICKのシングル人気ランキングにおいては5位となった。

## ライブ・パフォーマンス
1991年2月1日放送のテレビ朝日系音楽番組『ミュージックステーション』（1986年 - ）にBUCK-TICKは出演して本作を演奏した。その際に視聴者からのハガキに答えるコーナーにおいて「スピードってなんですか？」という質問が寄せられ、サブ司会の生島ヒロシは櫻井に対し「普通のスピードですよね?」と尋ね、櫻井は「はい、普通のスピードです」と応じたためスタジオが笑いに包まれた。
また、1989年12月29日の東京ドーム公演「バクチク現象」からちょうど12年後となる2001年12月29日に実施された単独コンサート「THE DAY IN QUESTION」では、メンバー登場前のSEとして「BUCK-TICK現象のテーマ」が使用された上に過去作からの選曲をメインとしたセットリストとなっていた。同年にはアメリカ同時多発テロ事件やアフガニスタン紛争の開始などの出来事があり、櫻井にとっては極東の島国に住む自身を意識するなど影響があったために、歌詞中の「自爆しよう」の箇所を当日は「愛し合おう」と変更するなど配慮が行われた。櫻井はそれ以降同箇所を「愛し合おう」と変更して歌唱している。

## カバー、別バージョン
アルバム『狂った太陽』に収録されたバージョンは冒頭の飛行音SEがカットされ、ギターフレーズにエコーがかけられ曲の開始まで若干の間が挿入されている。また、BUCK-TICK自身によるセルフカバー・アルバム『殺シノ調べ This is NOT Greatest Hits』（1992年）においてリアレンジ・バージョンが収録された。ヤガミトールによれば、シングルとしてリリースした楽曲は基本的に手を加えないという方針をメンバー間で決定していたため極端なアレンジは施されていないが、オリジナルバージョンよりテンポが速くなっている。
他アーティストによるカバーは以下に列挙する。
- MCU - トリビュート・アルバム『PARADE〜RESPECTIVE TRACKS OF BUCK-TICK〜』（2005年）収録[9]。
- 9GOATS BLACK OUT - コンピレーション・アルバム『CRUSH!2 -90's V-Rock best hit cover songs-』（2011年）収録[10]。

## シングル収録曲
| 全作詞: 櫻井敦司、全編曲: BUCK-TICK。 |              |           |          |      |
| #                                     | タイトル     | 作詞      | 作曲     | 時間 |
| 1.                                    | 「スピード」 | 櫻井敦司  | 今井寿   | 4:53 |
| 2.                                    | 「ナルシス」 | 櫻井敦司  | 星野英彦 | 4:12 |
| 合計時間:                             | 合計時間:    | 合計時間: | 9:05     |      |

## スタッフ

### BUCK-TICK
- Atsushi - ボーカル
- Hisashi - ギター
- Hide - ギター
- U-ta - ベース
- Toll - ドラムス

### スタッフ
- BUCK-TICK - プロデューサー
- 田中淳一 - ディレクター
- 関口明 - A・D
- 比留間整（サウンドスカイスタジオ） - レコーディング・エンジニア
- サカグチケン - アート・ディレクション

## リリース履歴
| No. | 日付          | レーベル             | 規格         | 規格品番                   | 最高順位 | 備考 |
| --- | ------------- | -------------------- | ------------ | -------------------------- | -------- | ---- |
| 1   | 1991年1月21日 | ビクター／Invitation | 8センチCD CT | VIDL-46 (CD) VISL-103 (CT) | 3位      |      |

## 収録アルバム
「スピード」
- 『狂った太陽』（1991年）
- 『殺シノ調べ This is NOT Greatest Hits』（1992年） -  再録バージョン。
- 『CATALOGUE 1987-1995』（1995年）
- 『BT』（1999年）
- 『CATALOGUE 2005』（2005年）
- 『CATALOGUE VICTOR→MERCURY 87-99』（2012年）

「ナルシス」
- 『BT』（1999年）
- 『狂った太陽』（2002年） - リマスター初回盤のみ収録